# Cardamine bonariensis
Cardamine bonariensis är en korsblommig växtart som beskrevs av Christiaan Hendrik Persoon. Cardamine bonariensis ingår i släktet bräsmor, och familjen korsblommiga växter. Inga underarter finns listade i Catalogue of Life.